# Welcome Home - Uno sconosciuto in casa
Welcome Home - Uno sconosciuto in casa (Welcome Home) è un film del 2018 diretto da George Ratliff.

## Trama
Una coppia statunitense va in vacanza in Umbria per tentare di superare e lasciarsi alle spalle la crisi del proprio rapporto sentimentale. Un ambiguo ma apparentemente gentile vicino tenterà, e riuscirà inizialmente nonostante la loro tenace opposizione, a dividerli.

## Produzione
La pellicola vede come protagonista Aaron Paul ed Emily Ratajkowski nei panni di Bryan e Cassie, una coppia che cerca di risolvere i propri problemi di coppia attraverso un viaggio romantico in Italia. Riccardo Scamarcio interpreta il ruolo di Federico.
Il cast principale, comprendente Paul e Ratajkowski, è stato annunciato nell'aprile 2017. Il film è stato scritto da David Levinson, prodotto da Allan Mandelbaum, Tim e Trevor White e diretto da George Ratliff per la Voltage Pictures. Il primo trailer del film è stato pubblicato il 4 ottobre 2018.